# Filòdice
Filòdice (en grec antic Φιλοδίκη), va ser, segons la mitologia grega, una nàiade, filla d'Ínac, un déu fluvial de l'Argòlida.
Es va casar amb Leucip, i va ser la mare d'Arsínoe, Febe i Hilaïra. Arsínoe va ser Amant d'Apol·lo, segons una tradició. Febe i Hilaïra són conegudes com les Leucípides i es van casar amb Càstor i Pol·lux, els Dioscurs.